# Чернава (Липецкая область)
Черна́ва — село Измалковского района Липецкой области. Центр Чернавского сельсовета.
Название села — по реке Чернаве.

## География
Расположена при слиянии рек Большой Чернавы и Сосны.

## История
В самом начале XI века здесь уже была небольшая крепость. Населённый пункт считался городом и назывался Черна́вском. Он появился после монголо-татарского нашествия. В 1636 году оборонительные сооружения города укреплялись.

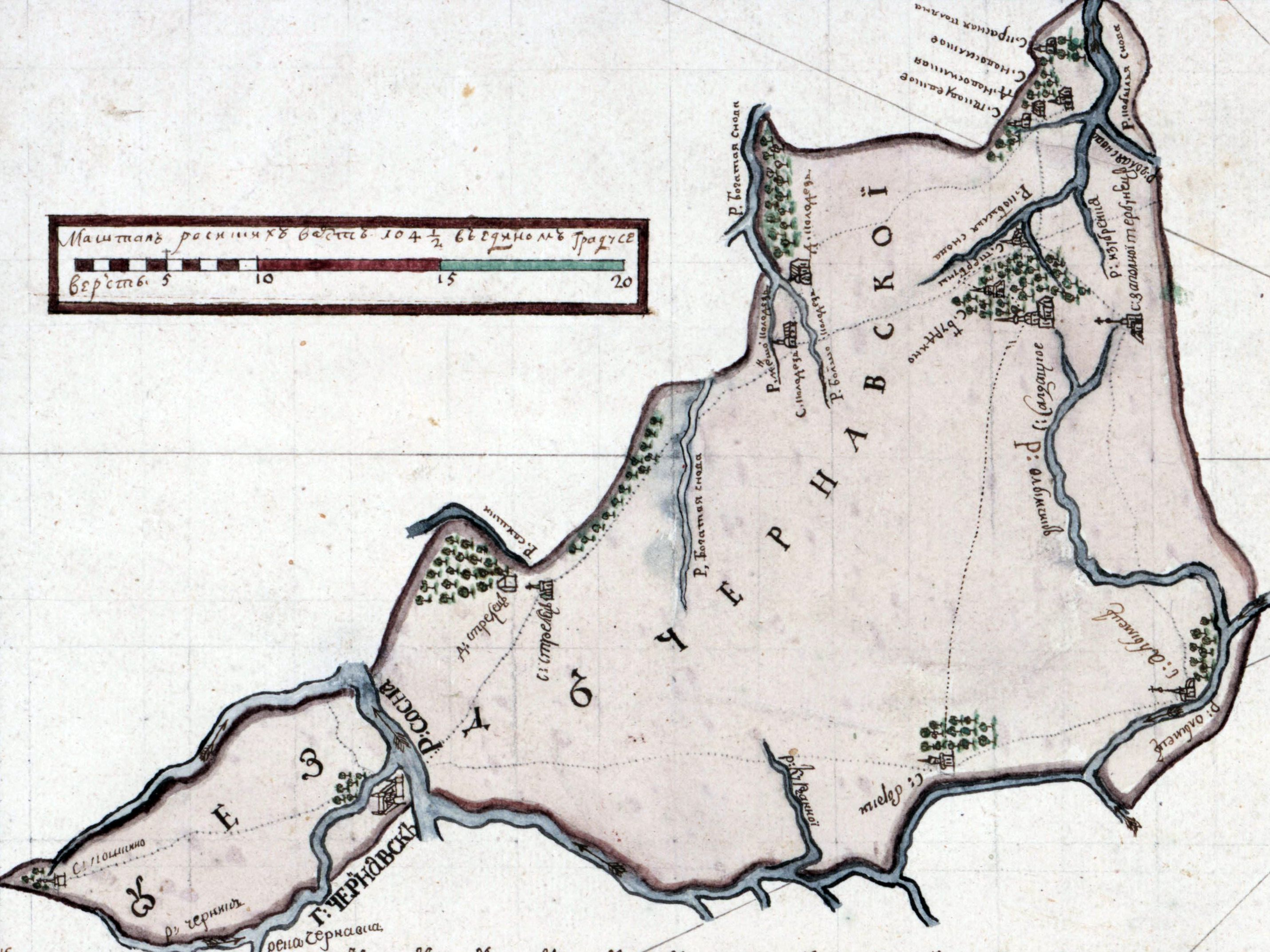
Карта Чернавского уезда. 1720-е годы. Север слева

В 1668 г. воеводой в Чернавске был Семён Фёдорович Грушецкий (из дворянского рода Грушецких) — боярин и отец царицы Агафьи Грушецкой, первой супруги царя Фёдора Алексеевича.
По данным 1677 года в Чернавске было 5 церквей: Дмитриевская, Никитская, Никольская, Покровская и Пятницкая.
В середине XVII веке в период строительства Белгородской черты Чернавск, оказавшись в глубоком тылу, утрачивает военное значение, но ещё несколько десятилетий продолжает быть городом. В 1779 году Чернавск преобразован в село Чернава.
В 1848 году в Чернаве товариществом Д. С. Русанова основана Чернавская бумагоделательная фабрика. Это было одно из крупных предприятий: в 1894 году его мощность составляла 14 тыс. пудов писчей бумаги в год.

### Переселенцы
В 1779 году 25 крестьянских семей из города Чернавска переселились под Долгоруково и основали там село Вязовое.

## Население
| 1959 | 2009  | 2010  |
| ---- | ----- | ----- |
| 970  | ↗2853 | ↘2681 |

## Чернавский район
Ранее также было центром Чернавского района, позже частично включённого в Измалковский район. В соответствии с указом президиума Верховного Совета РСФСР от 12 марта 1946 года был образован Чернавский район Орловской области. 6 января 1954 года указом президиума Верховного Совета СССР была образована Липецкая область. В её состав были включены 34 района, в том числе Чернавский.

## Известные люди
- Феофан Затворник (1815—1894) — епископ Православной Российской Церкви, богослов, публицист-проповедник; прославлен в лике святителей.
- Шубин Павел Николаевич (1914—1950) — русский советский поэт, журналист, переводчик.
- Николай Ефимович Козьяков (1914—1977) — участник Великой Отечественной войны, Герой Советского Союза.
- Николай Дмитриевич Козьяков (1919—1943) — участник Великой Отечественной войны, Герой Советского Союза.